# Frashokereti
Frashokereti est le terme de langue avestique (correspondant au moyen-persan frašagird <plškrt>) pour la doctrine zoroastrienne d'une rénovation finale de l'univers (après la destruction du mal) et tout sera alors en parfaite unité avec Dieu (Ahura Mazda). L'appellation suggère « faire merveilleux, excellent ».